# Immy Humes
Immy Humes es una documentalista y productora de televisión estadounidense. Su primer documental independiente fue nominado a un Premio de la Academia en 1991 y desde entonces continúa haciendo películas sobre la vida estadounidense contemporánea. Humes también dio clases de cine en la New York Film Academy, NYU/Brooklyn Polytechnic y City College of New York.

## Carrera profesional
Al principio de su carrera, Humes decidió hacer una biografía cinematográfica de su padre, el novelista Harold L. Humes. A partir de 1992, Humes comenzó a filmar y recopilar imágenes de sus hermanas, Norman Mailer, Timothy Leary, George Plimpton y otras personas que conocieron bien a su padre. En 2008, Humes publicó Doc, que narra la vida y el impacto del influyente activista, novelista y editor. Una versión de una hora de la película de 90 minutos se presentó como un episodio de Independent Lens en PBS.
En 2017 inició un retrato cinematográfico de la cineasta radical estadounidense Shirley Clarke, en asociación con Milestone Films y con una beca de la NEA.
Después de trabajar en televisión durante varios años dirigió A Little Vicious, un cortometraje documental sobre Bandit, un perro que había sido condenado a muerte por morder. Narrado por el actor Kevin Bacon y protagonizado por la entrenadora de perros y filósofa Vicki Hearne, este "documental poco convencional" fue elogiado por la crítica del New York Times por prestar "una atención gratificante a las pequeñas peculiaridades de todas las personas involucradas".  La película fue nominada al Premio de la Academia de 1991 al Mejor Documental (Tema Corto) .
Humes regresó a la televisión como productora de segmentos de la breve serie TV Nation de Michael Moore. En 1995, Humes lanzó Lizzie Borden Hash & Rehash, un corto documental que explora la extraña fascinación que algunas personas sienten por Lizzie Borden, la mujer de Massachusetts acusada pero no condenada de matar a sus padres en 1892.
Después de trabajar como productora asociada de A Life Apart: Hasidism in America, una película de Menachem Daum y Oren Rudavsky, en 2001 Humes realizó un documental sobre el antropólogo y etnobotánico canadiense Wade Davis para el National Geographic Channel. Hizo una serie de seis capítulos sobre el desempleo crónico que se publicó en Salon en 2012.

## Primeros años de vida
Immy Humes nació y se crio en la ciudad de Nueva York, una de las cuatro hijas de Anna Lou Elianoff y el escritor Harold L. Humes, cofundador de The Paris Review.Se graduó con honores en la Universidad de Harvard en el campo de Estudios Sociales y comenzó su carrera en los medios de comunicación en el ámbito cinematográfico, realizando prácticas en la estación de televisión pública WGBH-TV de Boston.